# Жакуней
Жакуней — озеро в Фёдоровском районе Костанайской области Казахстана. Находится на западе посёлка Костычевка.
По данным топографической съёмки 1943 года площадь поверхности озера составляет 1,06 км². Наибольшая длина озера — 1,4 км, наибольшая ширина — 1 км. Длина береговой линии составляет 3,9 км, развитие береговой линии — 1,06. Озеро расположено на высоте 199,9 м над уровнем моря.